# Deutscher Filmpreis 2006

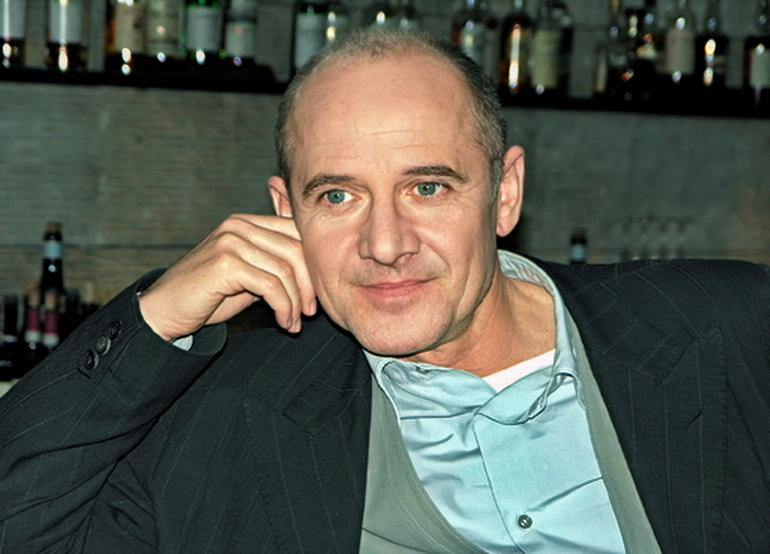
Bester Hauptdarsteller: Ulrich Mühe für Das Leben der Anderen

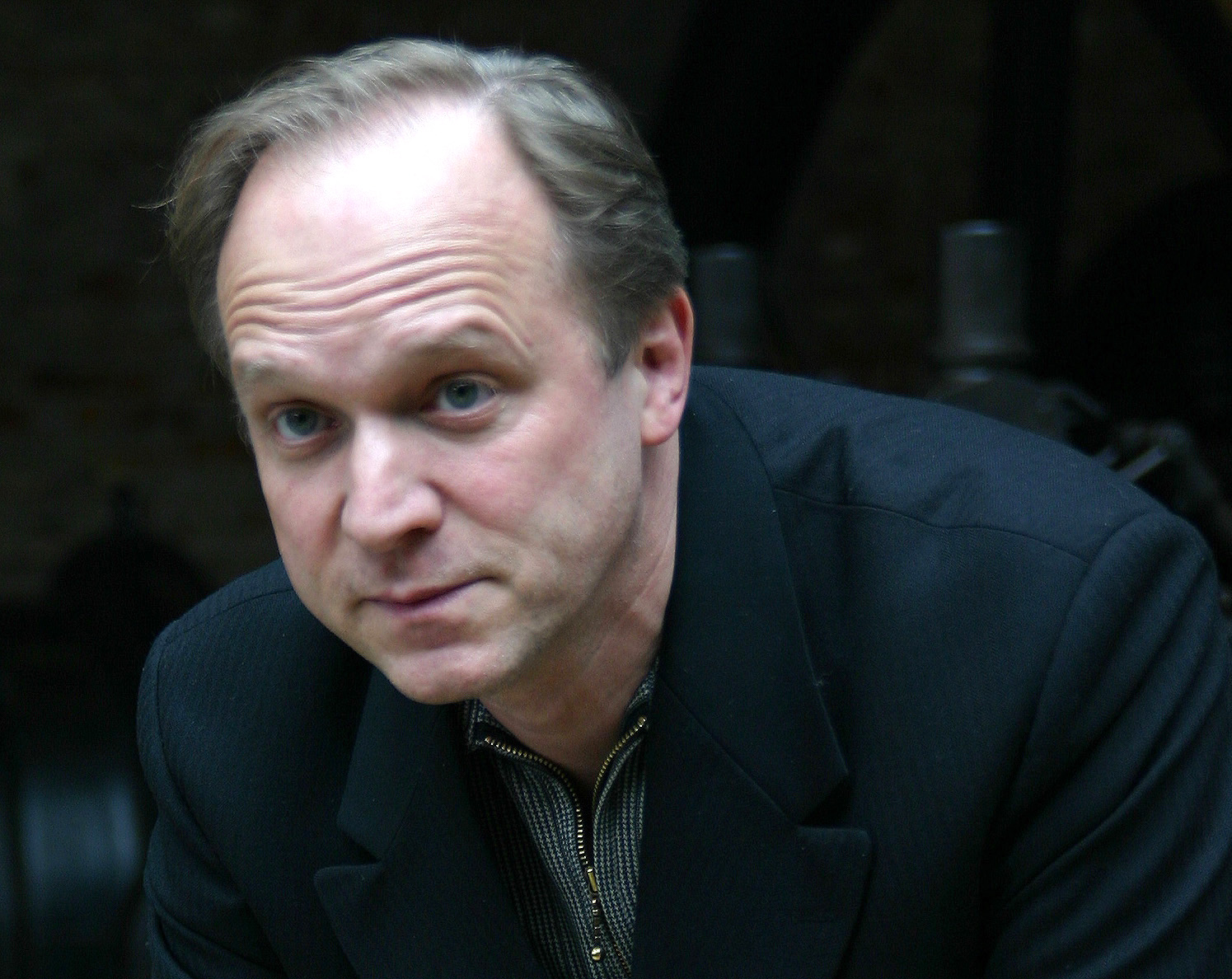
Bester Nebendarsteller: Ulrich Tukur, ebenfalls für Das Leben der Anderen

Bei der Verleihung des Deutschen Filmpreises 2006 am 12. Mai 2006 dominierte Florian Henckel von Donnersmarcks Film Das Leben der Anderen. Das Drama um einen Stasi-Hauptmann, der beauftragt wird einen berühmten DDR-Schriftsteller zu bespitzeln, konnte sieben seiner elf Nominierungen in Siege umsetzen, darunter in den Kategorien Bester Spielfilm (Filmpreis in Gold, dotiert mit 500.000 Euro), Regie, sowie Ulrich Mühe und Ulrich Tukur als beste Darsteller. Mit dem Filmpreis in Silber (dotiert mit je 400.000 Euro) wurden die Produktionen Requiem und Knallhart von Hans-Christian Schmid  bzw. Detlev Buck prämiert. Requiem schildert, frei nach einer wahren Begebenheit, einen zu Beginn der 1970er Jahre vorgenommenen Exorzismus an einer jungen Studentin. Hauptdarstellerin Sandra Hüller die für ihre schauspielerische Leistung bereits den Silbernen Bären der Berlinale und den Bayerischen Filmpreis gewann, wurde in Abwesenheit mit der Goldenen Lola als Beste Hauptdarstellerin ausgezeichnet. Knallhart basiert auf dem gleichnamigen Jugendroman von Gregor Tessnow und erzählt die Geschichte von einem fünfzehnjährigen Jungen (gespielt von David Kross) der mit seiner Mutter (Jenny Elvers-Elbertzhagen) aus dem gutsituierten Berliner Stadtteil Zehlendorf in den sozial schwachen Bezirk Neukölln ziehen muss. Der Ehrenpreis für Verdienste um den deutschen Film wurde an die Künstleragentin Erna Baumbauer verliehen.
Zu den unterlegenen Filmen des Abends zählte Andreas Dresens Tragikomödie Sommer vorm Balkon. Der Film über zwei Berliner Freundinnen auf der Suche nach dem privaten Glück, blieb trotz sechs Nominierungen unprämiert. Die beiden Hauptdarstellerinnen Inka Friedrich und Nadja Uhl waren u. a. 2005 auf dem Chicago International Film Festival mit dem Darstellerpreis ausgezeichnet worden. Bereits im Vorfeld der Verleihung wurde Oskar Roehlers Drama Elementarteilchen  zu den Verlierern gezählt. Die hochgelobte Verfilmung des gleichnamigen Romans von Michel Houellebecq erhielt nur durch Moritz Bleibtreu und Martina Gedeck Nominierungen in den Darstellerkategorien. Ebenfalls keine Berücksichtigung fand Hany Abu-Assads Drama Paradise Now, das mit deutschen Fördergeldern produziert wurde. Der von Kritikern kontrovers aufgenommene Film, nominiert in der Kategorie Bester Spielfilm und Bestes Drehbuch, gewann 2006 den Golden Globe, sowie eine Oscar-Nominierung als Bester fremdsprachiger Film.
Durch die Gala des mit 2,845 Mio. Euro höchstdotierten deutschen Kulturpreises führte der Comedian und Filmregisseur Michael „Bully“ Herbig. Über Sieg und Niederlage entschieden in einer geheimen und schriftlichen Wahl die Filmakademie, die aus über 700 Mitgliedern aus allen künstlerischen Bereichen des deutschen Films besteht. Die Wahl steht unter Aufsicht des Berliner Notars Hellmut Sieglerschmidt, der als einziger die Gewinner der Lola im Voraus kennt.

## Preisträger und Nominierte
| Meiste Lolas         | Das Leben der Anderen (7 Auszeichnungen) |
| Meiste Nominierungen | Das Leben der Anderen (11 Nominierungen) |

### Bester Spielfilm
Das Leben der Anderen (Filmpreis in Gold) – Produzenten Quirin Berg und Max Wiedemann
- Requiem (Filmpreis in Silber) – Produzent Hans-Christian Schmid

- Knallhart (Filmpreis in Silber) – Produzent Claus Boje

Außerdem nominiert:
- Komm näher
- Paradise Now
- Sommer vorm Balkon

### Bester Dokumentarfilm
Lost Children – Regie: Ali Samadi Ahadi und Oliver Stoltz
- Die große Stille – Regie: Philip Gröning

### Bester Kinder- und Jugendfilm
Die Höhle des gelben Hundes – Regie: Byambasuren Davaa
- Der Schatz der weißen Falken – Regie: Christian Zübert

### Beste darstellerische Leistung – männliche Hauptrolle
Ulrich Mühe – Das Leben der Anderen
- Moritz Bleibtreu – Elementarteilchen
- Milan Peschel – Netto

### Beste darstellerische Leistung – weibliche Hauptrolle
Sandra Hüller – Requiem
- Inka Friedrich – Sommer vorm Balkon
- Jasmin Tabatabai – Fremde Haut
- Nadja Uhl – Sommer vorm Balkon

### Beste darstellerische Leistung – männliche Nebenrolle
Ulrich Tukur – Das Leben der Anderen
- Burghart Klaußner – Requiem
- Andreas Schmidt – Sommer vorm Balkon

### Beste darstellerische Leistung – weibliche Nebenrolle
Imogen Kogge – Requiem
- Meret Becker – Komm näher
- Martina Gedeck – Elementarteilchen

### Beste Regie
Florian Henckel von Donnersmarck – Das Leben der Anderen
- Andreas Dresen – Sommer vorm Balkon
- Hans-Christian Schmid – Requiem

### Beste Kamera/Bildgestaltung
Hagen Bogdanski – Das Leben der Anderen
- Michael Hammon – Willenbrock
- Jürgen Jürges – Schatten der Zeit

### Bester Schnitt
Dirk Grau – Knallhart
- Patricia Rommel – Das Leben der Anderen
- Bernd Schlegel und Hansjörg Weißbrich – Requiem

### Bestes Szenenbild
Silke Buhr – Das Leben der Anderen
- Nathan Amondson – Don’t Come Knocking
- Christian M. Goldbeck – Requiem

### Bestes Kostümbild
Bettina Marx – Requiem
- Gabriele Binder – Das Leben der Anderen
- Lisy Christl – Schatten der Zeit

### Beste Filmmusik
Bert Wrede – Knallhart
- T-Bone Burnett – Don’t Come Knocking
- Stéphane Moucha und Gabriel Yared – Das Leben der Anderen

### Beste Tongestaltung
Lars Ginzel, Dirk Jacob, Marc Parisotto, Martin Steyer – Requiem
- Christian Bischoff, Jörg Elsner, Marc Parisotto – Wholetrain
- Stefan Busch, Michael Kranz – Barfuss
- Hubertus Rath, Christoph von Schönburg, Arno Wilms – Das Leben der Anderen

### Bestes Drehbuch
Florian Henckel von Donnersmarck – Das Leben der Anderen
- Hany Abu-Assad und Bero Beyer – Paradise Now
- Wolfgang Kohlhaase – Sommer vorm Balkon
- Bernd Lange – Requiem

### Ehrenpreis für herausragende Verdienste um den deutschen Film
Erna Baumbauer (Münchner Künstleragentin)